# Mount Arlington
Mount Arlington és una població dels Estats Units a l'estat de Nova Jersey. Segons el cens del 2007 tenia 5.698 habitants.

## Demografia
Segons el cens del 2000, Mount Arlington tenia 4.663 habitants, 1.918 habitatges, i 1.262 famílies. La densitat de població era de 853,3 habitants/km².
Dels 1.918 habitatges en un 28,3% hi vivien nens de menys de 18 anys, en un 54,5% hi vivien parelles casades, en un 8,7% dones solteres, i en un 34,2% no eren unitats familiars. En el 27,9% dels habitatges hi vivien persones soles el 6,2% de les quals corresponia a persones de 65 anys o més que vivien soles. El nombre mitjà de persones vivint en cada habitatge era de 2,42 i el nombre mitjà de persones que vivien en cada família era de 2,99.
Per edats la població es repartia de la següent manera: un 22,1% tenia menys de 18 anys, un 5,3% entre 18 i 24, un 35,5% entre 25 i 44, un 26,5% de 45 a 60 i un 10,6% 65 anys o més.
L'edat mediana era de 38 anys. Per cada 100 dones de 18 o més anys hi havia 87,1 homes.
La renda mediana per habitatge era de 67.213 $ i la renda mediana per família de 79.514 $. Els homes tenien una renda mediana de 53.049 $ mentre que les dones 40.417 $. La renda per capita de la població era de 32.222 $. Aproximadament el 2,3% de les famílies i el 3,3% de la població estaven per davall del llindar de pobresa.

## Poblacions més properes
El següent diagrama mostra les poblacions més properes.